# ۲-متیل-۱-بوتانول
۲-متیل-۱-بوتانول (به انگلیسی: 2-Methyl-1-butanol) با فرمول شیمیایی C5H12O یک ترکیب شیمیایی است. که جرم مولی آن 88.148 g/mol می‌باشد. شکل ظاهری این ترکیب، مایع بی‌رنگ است.